# Aulodesmus eminens
Aulodesmus eminens är en mångfotingart som beskrevs av Carl Graf Attems 1929. Aulodesmus eminens ingår i släktet Aulodesmus och familjen Gomphodesmidae. Inga underarter finns listade i Catalogue of Life.